# Nankang-Fondriest/Saison 2014
Dieser Artikel listet Erfolge und Fahrer des Radsportteams Nankang-Fondriest in der Saison 2014 auf.

## Zugänge – Abgänge
| Zugänge                           | Team 2013 | Abgänge                          | Team 2014            |
| --------------------------------- | --------- | -------------------------------- | -------------------- |
| Eduard Beltrán                    | EPM-UNE   | Iwan Rowny                       | Tinkoff-Saxo         |
| Matteo Belli                      | Neoprofi  | Andrea Manfredi                  | Bardiani CSF         |
| Alfonso Fiorenza                  | Neoprofi  | Andrea Piechele                  | Bardiani CSF         |
| Giacomo Forconi                   | Neoprofi  | Andrea Fedi                      | Neri Sottoli         |
| Matteo Gozzi                      | Neoprofi  | Amaro Antunes                    | Banco BIC-Carmim     |
| Antonio Merolese                  | Neoprofi  | Rafael Reis                      | Banco BIC-Carmim     |
| Alex Paoli                        | Neoprofi  | Davide Mucelli                   | Meridiana Kamen Team |
| Andrea Sannino                    | Neoprofi  | Antonio Santoro                  | Meridiana Kamen Team |
| Luca Taschin                      | Neoprofi  | António Barbio                   | Anicolor-Mortagua    |
| Lorenzo Trabucco                  | Neoprofi  | Matteo Fedi                      | Unbekannt            |
| Francesco Bonistalli (ab 25. Mai) | Neoprofi  | Ilja Gorodnitschew               | Unbekannt            |
| Lorenzo Nardi (ab 25. Mai)        | Neoprofi  | Eduard Beltrán (bis 28. Februar) | Tinkoff-Saxo         |
| Loris Paoli (ab 25. Mai)          | Neoprofi  |                                  |                      |

## Mannschaft
| Name                 | Geburtstag         | Nationalität |
| -------------------- | ------------------ | ------------ |
| Filippo Baggio       | 5. Juni 1988       | Italien      |
| Alfredo Balloni      | 20. September 1989 | Italien      |
| Matteo Belli         | 17. Juni 1988      | Italien      |
| Francesco Bonistalli | 25. August 1992    | Italien      |
| Nicola Dal Santo     | 14. November 1988  | Italien      |
| Alfonso Fiorenza     | 27. Februar 1991   | Italien      |
| Giacomo Forconi      | 24. April 1993     | Italien      |
| Matteo Gozzi         | 11. Dezember 1987  | Italien      |
| Antonio Merolese     | 7. Juli 1992       | Italien      |
| Lorenzo Nardi        | 19. August 1993    | Italien      |
| Alex Paoli           | 9. Juli 1993       | Italien      |
| Loris Paoli          | 4. März 1991       | Italien      |
| Andrea Sannino       | 27. Mai 1994       | Italien      |
| Luca Taschin         | 8. Juni 1994       | Italien      |
| Lorenzo Trabucco     | 26. März 1994      | Italien      |